# Trościanka
Trościanka – wieś w Polsce położona w województwie lubelskim, w powiecie chełmskim, w gminie Wojsławice.
W latach 1975–1998 miejscowość administracyjnie należała do województwa chełmskiego. 
Wieś stanowi sołectwo gminy Wojsławice. Według Narodowego Spisu Powszechnego (III 2011 r.) liczyła 60 mieszkańców i była osiemnastą co do wielkości miejscowością gminy Wojsławice.
Wierni Kościoła rzymskokatolickiego należą do parafii św. Anny w Tuczępach.